# Брандан, Жозе Аугусто
Жозе Аугусто Брандан (порт. José Augusto Brandão; 21 апреля 1911, Таубате — 12 июля 1987, Сан-Паулу) — бразильский футболист, опорный полузащитник. Первый игрок клуба «Коринтианс», игравший на чемпионате мира.

## Биография
Жозе Аугусто Брандан родился в семье Орасио и Сидании Бранданов. Находясь ещё в малом возрасте, Жозе с семьёй переехал в Сан-Паулу. Он начал свою карьеру в клубе «Барра-Фунда» из родного штата Сан-Паулу в 1927 году. В 1931 Брандан перешёл в «Жувентус», где без особого блеска играл два сезона. В 1933—1934 он выступал в «Португезе», в первый же сезон клуб с Бранданом в составе завоевал бронзовые медали чемпионата штата, а в следующем году повторил успех. Игра Жозе Аугусто привлекла внимание гранда, «Коринтианса», который переманил футболиста в 1935 году. В «Коринтиансе» Брандан провёл 11 лет, сыграв 298 матчей и забив 11 голов и выиграв четыре чемпионата штата Сан-Паулу. Долгое время был капитаном команды.
Также он привлекался в национальную сборную, за которую за семь лет провёл 16 матчей и даже принял участие в чемпионате мира 1938 года во Франции, где сыграл только одну игру со сборной Швеции (4:2), по другим данным он также был на поле в матче с Чехословакией, и завоевал бронзовую медаль. В 1946 году Брандан завершил карьеру.
Завершив карьеру игрока, Брандан купил, вместе с другими игроками, Телеко и Пасколлиано, бар в Вила-Мариане. Но спустя всего несколько месяцев продал его. Умер Жозе Аугусто 12 июля 1987 года в 14:30 в больнице Сан-Паулу. 13 июля он был похоронен на кладбище Арака в Сан-Паулу.

## Личная жизнь
Брандан женился 12 декабря 1928 года на Марии де Лурдес (умерла в 1968 году). Церемония бракосочетания прошла в Сан-Паулу. У них было пятеро детей: Жозе Аролдо (1931), Мария де Лурдес (1933), Жозе Карлос (1936), Луис Роберто (1946) и Мария Сесилия (1960). Жозе Аролдо умер уже в 1934 году. Дочь Мария де Лурдес умерла в возрасте 13 лет от лейкемии.

## Достижения
- Чемпион штата Сан-Паулу (4): 1937, 1938, 1939, 1941